# Zu Xin
Zu Xin (chiń. 祖辛), imię własne  Zi Dan – władca Chin z dynastii Shang.
Starożytna chińska kronika Zapiski historyka autorstwa Sima Qiana informuje, że jako czternasty król Shang, następca swojego ojca Zu Yi. Rządził przez około 16 lat (choć Kronika bambusowa podaje 14 lat). Otrzymał pośmiertne imię Zu Xin, a jego następcą został jego młodszy brat Wo Jia. Niewiele wiadomo o szczegółach jego panowania.